# Храм Тікаль II
17°13′20″ пн. ш. 89°37′27″ зх. д. / 17.2222° пн. ш. 89.6242° зх. д.
Храм Тікаль II (або Храм масок, альтернативно позначений археологами як Tikal Structure 5D-2, ісп. Templo de las Máscaras) — це мезоамериканська піраміда на археологічному місці майя в Тікалі в департаменті Петен на півночі Гватемали. Храм був побудований в пізній класичний період у стилі, що нагадує ранню класику. Храм II розташований на західній стороні Великої Плази, навпроти Храму I. Храм II був побудований королем Хасав Чан Кʼавіільом I на честь його дружини Каладжун Уне Мо. Храм II мав єдину дерев'яну скульптурну перемичку, на якій зображено королівську жінку, яка, можливо, була дружиною Хасав-Чан-К'авііля I, який був похований під Храмом I. Каладжуун Уне Мо, чиє ім'я означає «Дванадцять хвостів папуги ара», була матір'ю спадкоємця. Фактично, її син Іхк'ін Чан К'авііль наглядав за завершенням храму II, коли став королем.
Храм II відвідав Модесто Мендес, губернатор Петена, у 1848 році під час першої експедиції до руїн. Попередні розкопки Храму II почалися в 1958 році 21 грудня 2012 року понад 7000 туристів відвідали Тікаль, щоб відсвяткувати феномен 2012 року та передбачуваний кінець світу. Багато з цих туристів піднялися по сходах піраміди, завдавши, як повідомляється, пошкодження.

## Структура
Піраміда являє собою приземисту масивну споруду, датовану 8 століттям нашої ери. Сьогодні він 38 м заввишки і є найбільш ретельно відреставрованим з основних храмів у Тікалі. Його початкова висота була до 42 м включно з гребінцем на даху. Головні сходи — 10,4 — 7,45 м завширшки. Розмір основи піраміди 37,6 на 41 м, що займає площу 1542 м кв. Під час розкопок у храмі II не вдалося виявити гробницю Каладжун Уне Мо. На стародавніх графіті в храмі зображено полоненого на платформі, зв'язаного між двома стовпами, якого приносять у жертву стрілою або списом. Стародавні графіті включають зображення храмів. Деякі з цих графіті датуються класичним періодом, хоча інші приклади, схоже, відносяться до раннього посткласичного періоду. Внутрішні стіни також були зіпсовані сучасними графіті. Свідки ритуального використання в посткласичний період були знайдені в храмовій святині, включаючи поховання та підношення.
Піраміда піднімається на три ступені; на самому верхньому рівні — широка платформа, що підтримує святиню на вершині. Перший рівень має 6,25 м, другий — 6,1 м, а третій рівень становить 5,6 м. Загальна висота основи піраміди становить 17,9 м, святиня на вершині має висоту 9,8 м і гребінець даху 12,3 м. Дві сильно розмиті гігантські маски прикрашають верхню платформу, що обмежують сходи до святині. Ці гротескні маски, що прикрашають фасад піраміди, дають Храму II альтернативну назву Храм масок. Відразу перед входом до святині в сходи була викладена площа, що можливо, слугувала оглядовою платформою і дозволяла священикам-служителям бачити натовп на площі внизу.
Гребінець даху храму дуже багато прикрашений і має скульптуру обличчя з круглими вушними прикрасами тунелями. Усередині гребня даху існують різні герметичні камери.
Храмовий храм на вершині піраміди містить три кімнати, двері яких були перекриті перемичками. Лише перемичка над середнім дверним прорізом була різьблена. Перемичка складалася з п'яти дерев'яних балок, одна з яких зараз знаходиться в Американському музеї природної історії в Нью-Йорку. Під час розкопок перемички впали зі свого початкового положення і були відновлені.
Біля основи парадної вхідної сходи стоїть стела П-83, яка була простою, без скульптурного декору та ієрогліфічних текстів. Висота стели 3,34 м.

## Галерея

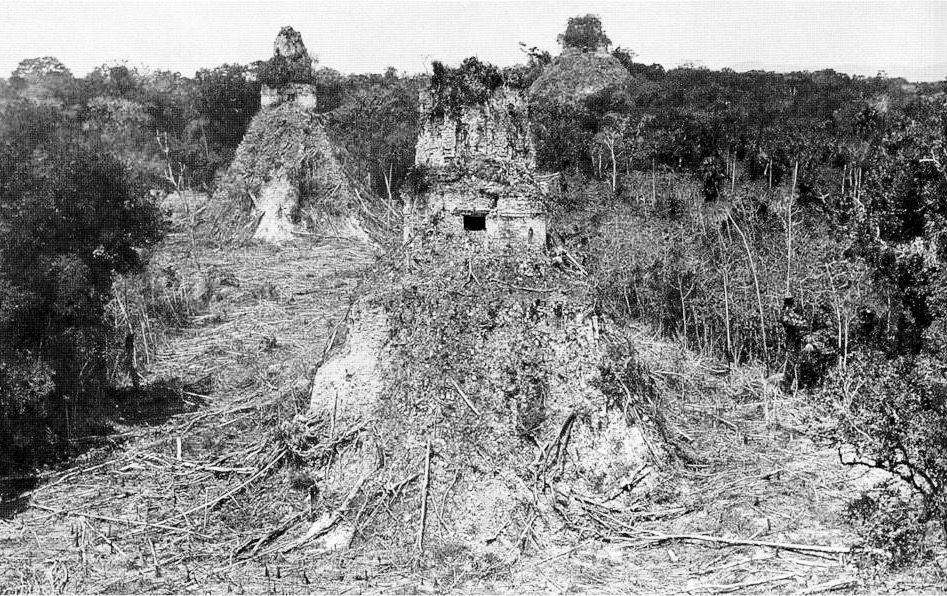
Вид храмового комплексу до реконструкції
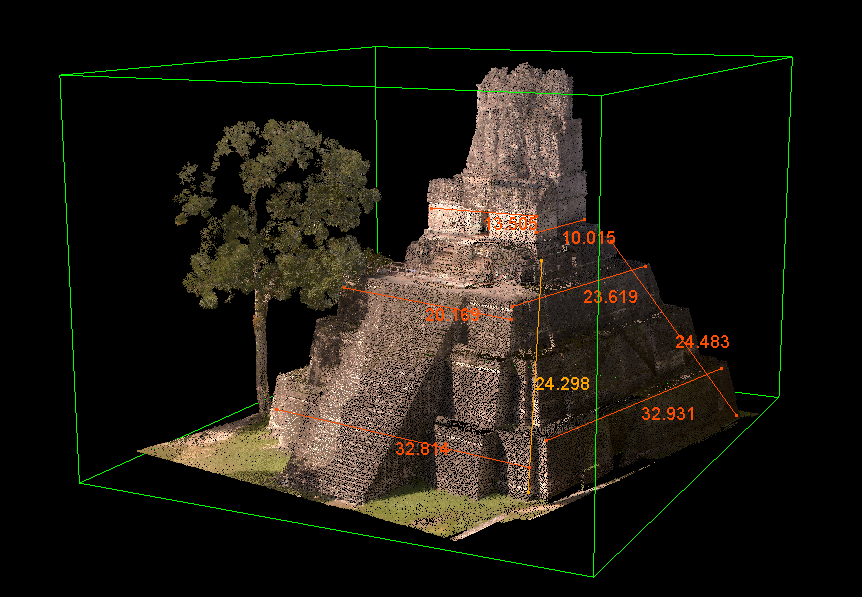
Проєкція лазерного сканування храму II
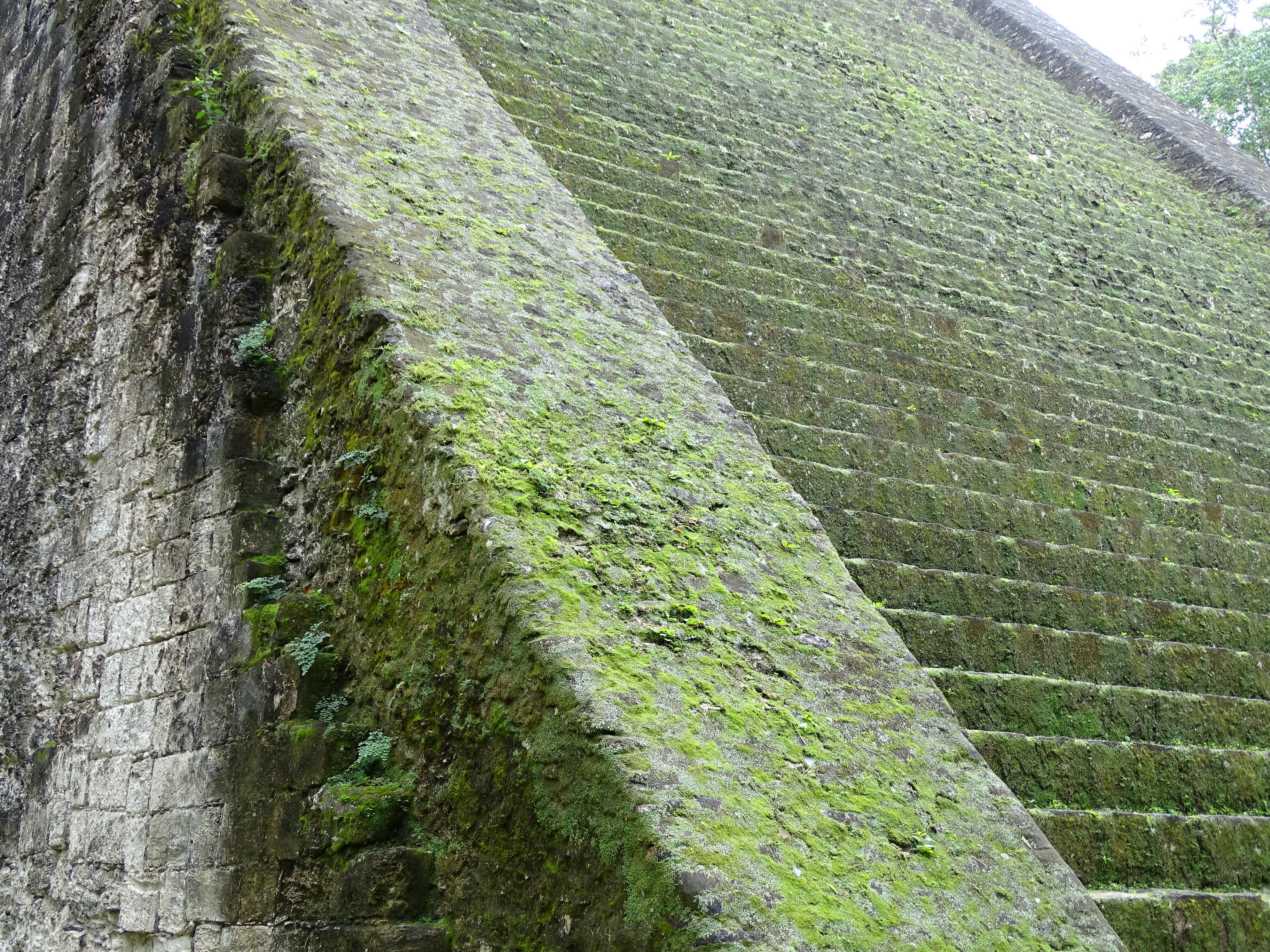
Сходи
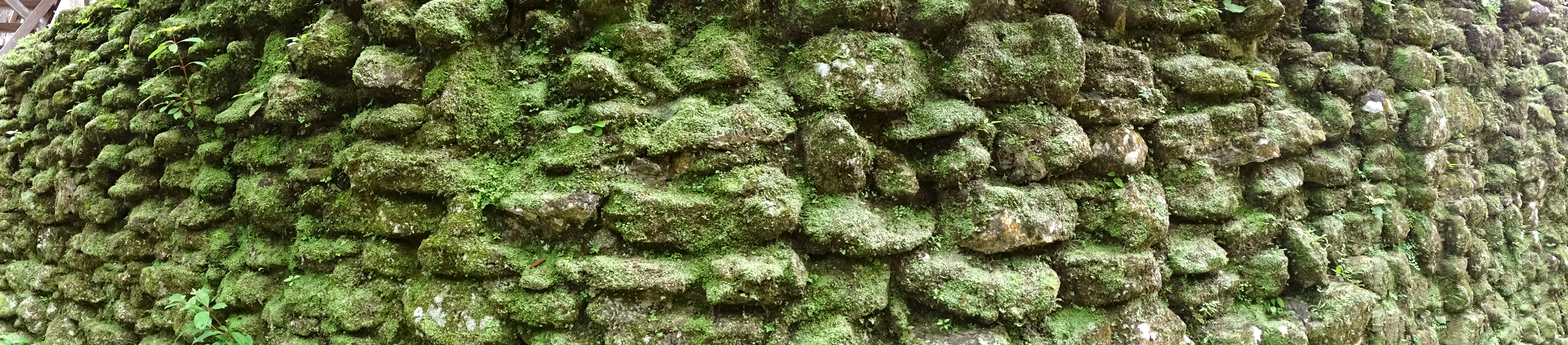
Кладка
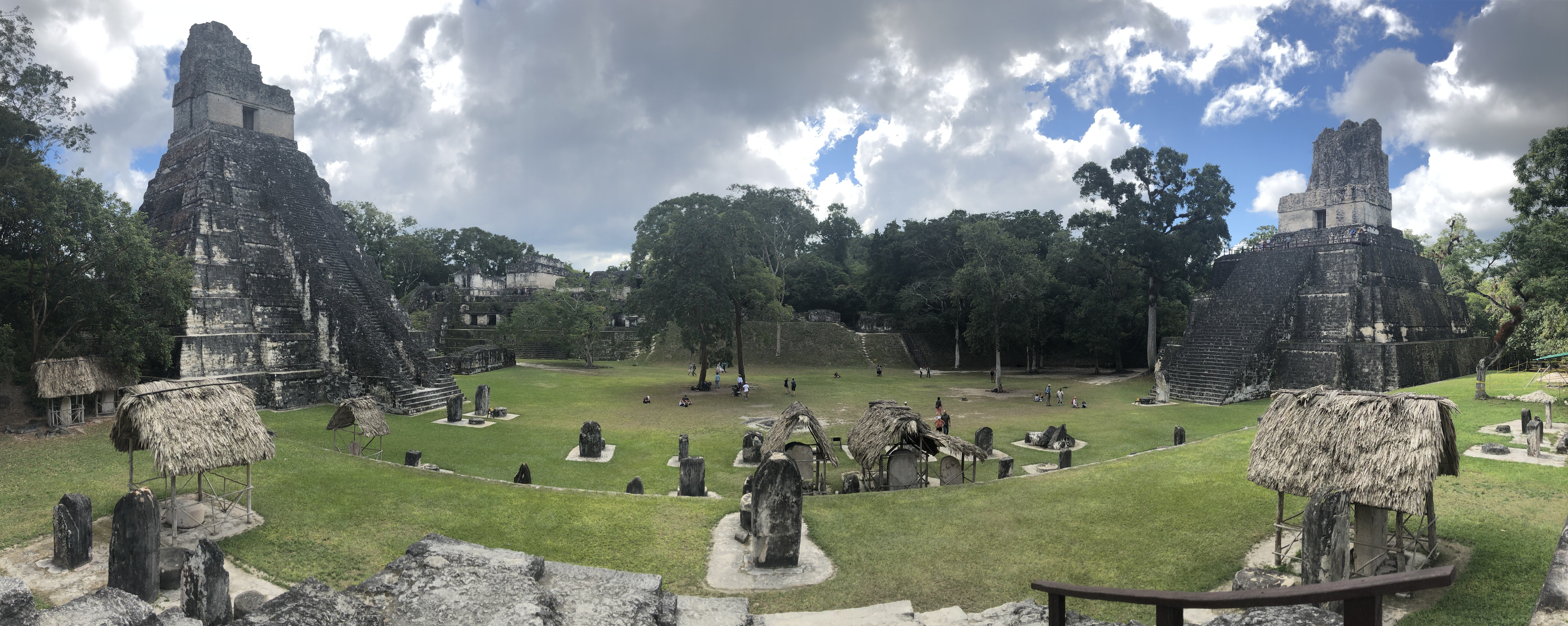